# Miklós Radnai
Miklós Radnai (* 1. Januar 1892 in Budapest, Österreich-Ungarn; † 4. November 1935 ebenda) war ein ungarischer Komponist und Opernintendant.
Der Schüler von Felix Mottl, Victor von Herzfeld und Hans Koessler unterrichtete von 1919 bis 1925 Harmonielehre an der Musikhochschule von Budapest und war danach bis zu seinem Tode Direktor der Budapester Oper.
Neben einer Oper und zwei Ballettpantomimen komponierte er eine sinfonische Suite, die Mosaische Suite für Orchester, die Große Chorkantate Sinfonie der Ungarn sowie eine weitere Kantate.

## Werke
- Gold (1911)
- Die ehemals Verliebten (1926)
- Orkan vitez (Ritter Orkan), für Tenor und Orchester op. 19 (1917) (UA: 24. Februar 1919, Ferenc Szekelyhidy (Tenor), Orchester der Budapester Philharmonischen Gesellschaft unter Egisto Tango)[1]